# Размена кобла
Кобла је станца у провансилској поезији, коју су користили трубадури. Иако, најчешће не стоје самостално, једна, или две кобле су често једини преостали фрагменти старе поезије. Самостална кобла, назива се cobla esparsa.
- Када станце имају исту риму, а звуче различито, то се зове coblas alternadas ("алтериране станце").
- Када последња рима последњег стиха једне кобле постане рима првог стиха следеће строфе (кобле), то се назива coblas capcaudadas ("репоглаве станце").
- Када се реч из последњег стиха једне кобле појави било где у реду првог стиха следеће строфе (кобле), то се назива coblas capfinidas ("главозавршене").
- Када су риме и распоред рима исти у свакој станци то се зове coblas unissonans ("unisone stance").
- Када се распоред рима не мења, а звуци сваке станце су другачији, то се зове coblas singulars ("самосталне станце").
- Када се распоред рима не мења, а свака друга станца звучи исто, зове се coblas doblas ("дупле станце").
- Када се распоред рима не мења, а свака трећа станца звучи исто, зову се coblas ternas. ("троструке станце").
- Када се риме мењају одговарајући алгоритму станци, зову се coblas retrogradadas ("ретроградне станце").

Размена кобла облик је тенса или партименa а у коме трубадур пише самосталну коблу другоме, као одговор.